# Magnesi sulfat (dùng trong y tế)
Magnesi sulfat như một loại thuốc được sử dụng để điều trị và ngăn ngừa chứng magiê máu thấp và co giật ở phụ nữ bị sản giật. Nó cũng được sử dụng trong điều trị xoắn đỉnh, hen suyễn nặng, táo bón và ngộ độc bari. Nó được đưa vào cơ thể bằng cách tiêm tĩnh mạch hoặc tiêm cơ bắp cũng như qua miệng. Là muối epsom, nó cũng được sử dụng cho phòng tắm khoáng.
Các tác dụng phụ thường gặp bao gồm huyết áp thấp, đỏ da và calci máu thấp. Các tác dụng phụ khác có thể bao gồm nôn mửa, yếu cơ và giảm nhịp thở. Mặc dù có bằng chứng cho thấy sử dụng trong khi mang thai có thể gây hại cho em bé, nhưng lợi ích trong một số điều kiện nhất định lớn hơn rủi ro. Việc sử dụng nó trong thời gian cho con bú được coi là an toàn. Magnesi sulfat cho sử dụng y tế là muối heptahydrat magnesi sulfat. Cách thức hoạt động của nó không được hiểu đầy đủ, nhưng được cho là liên quan đến việc làm giảm hoạt động của các tế bào thần kinh.
Magnesi sulfat được sử dụng trong y tế ít nhất là sớm nhất là vào năm 1618. Nó nằm trong Danh sách các loại thuốc thiết yếu của Tổ chức Y tế Thế giới, loại thuốc hiệu quả và an toàn nhất cần có trong hệ thống y tế. Chi phí bán buôn ở các nước đang phát triển là khoảng 0,35 USD8,73 mỗi 10   ml dung dịch 50%. Ở Vương quốc Anh 4ml dung dịch 20% có giá khoảng 10,23 pound. Ở Hoa Kỳ, một liều đầy đủ của thuốc này thường có giá dưới 25 đô la.